# 2003년 세계 육상 선수권 대회
제9회 세계 육상 선수권 대회는 국제 육상 경기 연맹(IAAF) 주관으로 2003년 8월 23일부터 8월 31일까지 프랑스 파리 외곽 생드니에 있는 스타드 드 프랑스에서 열린 국제 육상 대회이다. 198개국 선수 1679명이 참가했다.
파리에서 열린 경기는 남여 마라톤 두 종목뿐이었다. 코스는 파리 시청을 출발해 샹젤리제 거리, 개선문, 에펠탑 등을 돌아 주경기장인 스타드 드 프랑스로 들어오는 코스에서 펼쳐졌다.

## 대회 내용
남자 100m에서 전 대회 우승자이자 올림픽 금메달리스트인 모리스 그린이 준결선에서 탈락하고, 킴 콜린스가 우승했다. 가장 높은 관심을 받는 남자 단거리 부문에서는 미국이 남자 200m와 400에서 우승했다. 중거리에서는 모로코의 Hicham El Guerrouj가 1500m 연속 4회 우승을 거머졌다. (f)

## 결과

### 남자
트랙 경기
| 종목                    | 금                                                 | 금          | 은                                                                                           | 은          | 동                                                       | 동         |
| ----------------------- | -------------------------------------------------- | ----------- | -------------------------------------------------------------------------------------------- | ----------- | -------------------------------------------------------- | ---------- |
| 100m 자세히             | 킴 콜린스 세인트키츠 네비스                        | 10.07       | 대럴 브라운 트리니다드 토바고                                                                | 10.08       | 대런 캠벨 영국                                           | 10.08 SB   |
| 200m 자세히             | 존 캐펄 미국                                       | 20.30       | 다비스 패턴 미국                                                                             | 20.31       | 스에쓰구 신고 일본                                       | 20.38      |
| 400m 자세히             | 타이리 워싱턴 미국                                 | 44.77       | 마르크 라킬 프랑스                                                                           | 44.79       | 마이클 블랙우드 자메이카                                 | 44.80      |
| 800m 자세히             | 자비르 사이드-게르니 알제리                        | 1:44.81     | 유리 보르자콥스키 러시아                                                                     | 1:44.84     | 음불라에니 물라우지 남아프리카 공화국                    | 1:44.90    |
| 1500m 자세히            | 히샴 엘 게루주 모로코                              | 3:31.77     | 메흐디 바알라 프랑스                                                                         | 3:32.31     | 이반 헤슈코 우크라이나                                   | 3:33.17    |
| 5000m 자세히            | 일리우드 킵초게 케냐                               | 12:52.79    | 히샴 엘 게루주 모로코                                                                        | 12:52.83    | 케네시아 베켈레 에티오피아                               | 12:53.12   |
| 10,000m 자세히          | 케네시아 베켈레 에티오피아                         | 26:49.57    | 하일레 게브르셀라시에 에티오피아                                                             | 26:50.77 SB | 실레시 시히네 에티오피아                                 | 27:01.44   |
| 마라톤 자세히           | 자우아드 가리브 모로코                             | 2:08:31     | 훌리오 레이 스페인                                                                           | 2:08:38     | 스테파노 발디니 이탈리아                                 | 2:09:14    |
| 110m 허들 자세히        | 앨런 존슨 미국                                     | 13.12       | 테런스 트램멜 미국                                                                           | 13.20 SB    | 류샹 중화인민공화국                                      | 13.23      |
| 400m 허들 자세히        | 펠릭스 산체스 도미니카 공화국                      | 47.25 WL    | 조이 우디 미국                                                                               | 48.18 SB    | 페리클리스 이아코바키스 그리스                           | 48.24      |
| 3000m 장애물경주 자세히 | 사이프 사에드 샤헨 카타르                          | 8:04.39     | 에즈키엘 켐보이 케냐                                                                         | 8:05.11     | 엘리세오 마르틴 스페인                                   | 8:09.09    |
| 20km 경보 자세히        | 헤페르손 페레스 에콰도르                           | 1:17:21 WBP | 프란시스코 페르난데스 스페인                                                                 | 1:18:00 SB  | 로만 라스카조프 러시아                                   | 1:18:07 SB |
| 50km 경보 자세히        | 로베르트 코제니오프스키 폴란드                     | 3:36:03 WBP | 게르만 스쿠리긴 러시아                                                                       | 3:36:42     | 안드레아스 에름 독일                                     | 3:37:46    |
| 400m 이어달리기 자세히  | 존 캐펄 버나드 윌리엄스 다비스 패턴 조슈아 J. 존슨 | 38.06       | 비센테 데 리마 에드송 루시아노 히베이루 안드레 도밍구스 다 시우바 클라우디우 호베르투 소우자 | 38.26 SB    | 티모티 벡 트로이 더글러스 파트릭 판 발콤 카이민 더글러스 | 38.87      |
| 1600m 이어달리기 자세히 | 레슬리 존 나망 케이타 스테판 디아나가 마르크 라킬  | 2:58.96     | 브랜던 심슨 대니 맥팔레인 데이비언 클라크 마이클 블랙우드                                    | 2:59.60 SB  | 애버드 몽큐어 데니스 달링 내대니얼 맥킨니 크리스 브라운  | 3:00.53 SB |

필드 경기
| 종목                | 금                                | 금       | 은                                | 은       | 동                           | 동       |
| ------------------- | --------------------------------- | -------- | --------------------------------- | -------- | ---------------------------- | -------- |
| 멀리뛰기 자세히     | 드와이트 필립스 미국              | 8.32     | 제임스 벡포드 자메이카            | 8.28 SB  | 야고 라멜라 스페인           | 8.22     |
| 세단뛰기 자세히     | 크리스티안 올손 스웨덴            | 17.72    | 요안드리 베탄소스 쿠바            | 17.28 SB | 리밴 샌즈 바하마             | 17.26    |
| 높이뛰기 자세히     | 자크 프레이타그 남아프리카 공화국 | 2.35 SB  | 스테판 홀름 스웨덴                | 2.32     | 마크 보스웰 캐나다           | 2.32 SB  |
| 장대높이뛰기 자세히 | 주세페 지블리스코 오스트레일리아  | 5.90     | 오케르트 브리츠 남아프리카 공화국 | 5.85 SB  | 파트리크 크리스티안손 스웨덴 | 5.85     |
| 포환던지기 자세히   | 안드레이 미흐네비치 벨라루스      | 21.69    | 애덤 넬슨 미국                    | 21.26    | 유리 빌로흐 우크라이나       | 21.10    |
| 원반던지기 자세히   | 비르길리우스 알레크나 리투아니아  | 69.69 SB | 퍼제커시 로베르트 헝가리          | 69.01    | 바실리 카프티유흐 벨라루스   | 66.51 SB |
| 해머던지기 자세히   | 이반 티혼 벨라루스                | 83.05    | 언누시 어드리안 헝가리            | 80.36    | 무로후시 고지 일본           | 80.12    |
| 창던지기 자세히     | 세르게이 마카로프 러시아          | 85.44    | 안드루스 베르니크 에스토니아      | 85.17    | 보리스 헨리 독일             | 84.74    |
| 10종경기 자세히     | 톰 파파스 미국                    | 8750     | 로만 셰브를레 체코                | 8634     | 드미트리 카르코프 카자흐스탄 | 8374     |

### 여자
트랙 경기
| 종목                    | 금                                                             | 금         | 은                                                                          | 은         | 동                                                            | 동         |
| ----------------------- | -------------------------------------------------------------- | ---------- | --------------------------------------------------------------------------- | ---------- | ------------------------------------------------------------- | ---------- |
| 100m 자세히             | 토리 에드워즈 미국                                             | 10.93      | 잔나 핀투세비치 우크라이나                                                  | 10.99 SB   | 챈드라 스터럽 바하마                                          | 11.02      |
| 200m 자세히             | 아나스타시야 카파친스카야 러시아                               | 22.38      | 토리 에드워즈 미국                                                          | 22.47      | 뮈리엘 위르티 프랑스                                          | 22.59      |
| 400m 자세히             | 아나 게바라 멕시코                                             | 48.89 WL   | 로레인 펜턴 자메이카                                                        | 49.43 SB   | 아미 음바케 세네갈                                            | 49.95 SB   |
| 800m 자세히             | 마리아 무톨라 모잠비크                                         | 1:59.89    | 켈리 홈즈 영국                                                              | 2:00.18    | 나탈리야 흐루시첼리요바 러시아                                | 2:00.29    |
| 1500m 자세히            | 타티야나 토마쇼바 러시아                                       | 3:58.52    | 수레야 아이한 튀르키예                                                      | 3:59.04    | 헤일리 털렛 영국                                              | 3:59.95    |
| 5000m 자세히            | 티루네시 디바바 에티오피아                                     | 14:51.72   | 마르타 도밍게스 스페인                                                      | 14:52.26   | 에디스 마사이 케냐                                            | 14:52.30   |
| 10,000m 자세히          | 베르하네 아데레 에티오피아                                     | 30:04.18   | 웨르크네시 키다네 에티오피아                                                | 30:07.15   | 쑨잉졔 중화인민공화국                                         | 30:07.20   |
| 마라톤 자세히           | 캐서린 은데레바 케냐                                           | 2:23:55    | 노구치 미즈키 일본                                                          | 2:24:14    | 지바 마사코 일본                                              | 2:25:09    |
| 100m 허들 자세히        | 퍼디타 펠리시엔 캐나다                                         | 12.53      | 브리짓 포스터 자메이카                                                      | 12.57      | 미샤 맥켈비 미국                                              | 12.67      |
| 400m 허들 자세히        | 재너 피트만 오스트레일리아                                     | 53.22      | 샌드라 글로버 미국                                                          | 53.65 SB   | 율리야 페촌키나 러시아                                        | 53.71      |
| 20km 경보 자세히        | 옐레나 니콜라예바 러시아                                       | 1:26:52    | 질리앤 오설리반 아일랜드                                                    | 1:27:34    | 발렌티나 치불스카야 벨라루스                                  | 1:28:10    |
| 400m 이어달리기 자세히  | 파트리샤 지라르-레노 뮈리엘 위르티 실비안 펠릭스 크리스틴 아롱 | 41.78 WL   | 앤절라 윌리엄스 크리스티 게인스 잉거 밀러 토리 에드워즈                     | 41.83 SB   | 올가 표도로바 율리야 타바코바 마리나 키솔바 라리사 크루글로바 | 42.66      |
| 1600m 이어달리기 자세히 | 드미트리아 워싱턴 지얼 마일즈-클라크 멜리사 바버 사냐 리처즈   | 3:22.63 WL | 아나스타시야 카파친스카야 나탈리야 나자로바 올레시야 지키나 율리야 페촌키나 | 3:22.01 SB | 앨리슨 벡포드 로레인 펜턴 로네타 스미스 샌디 리처즈           | 3:22.92 SB |

필드 경기
| 종목                | 금                                | 금         | 은                             | 은       | 동                                 | 동       |
| ------------------- | --------------------------------- | ---------- | ------------------------------ | -------- | ---------------------------------- | -------- |
| 멀리뛰기 자세히     | 유니스 바버 프랑스                | 6.99 SB    | 타티야나 코토바 러시아         | 6.74     | 안주 보비 조지 인도                | 6.70 SB  |
| 세단뛰기 자세히     | 타티야나 레베데바 러시아          | 15.18 SB   | 프랑수아즈 음방고 카메룬       | 15.05    | 마그델린 마르티네스 오스트레일리아 | 14.90    |
| 높이뛰기 자세히     | 헤스트리 클루테 남아프리카 공화국 | 2.06 WL,AR | 마리아나 쿠프초바 러시아       | 2.00     | 카이사 베리크비스트 스웨덴         | 2.00     |
| 장대높이뛰기 자세히 | 스베틀라나 페오파노바 러시아      | 4.75       | 아니카 베커 독일               | 4.70 SB  | 옐레나 이신바예바 러시아           | 4.65     |
| 포환던지기 자세히   | 스베틀라나 크리벨료바 러시아      | 20.63      | 나드제야 아스타프추크 벨라루스 | 20.12    | 비타 파블리슈 우크라이나           | 20.98 SB |
| 원반던지기 자세히   | 이리나 야첸코 벨라루스            | 67.32 SB   | 아나스타시아 켈레시두 그리스   | 67.14 SB | 에카테리니 보골리 그리스           | 66.73    |
| 창던지기 자세히     | 미렐라 만자니 그리스              | 66.52 WL   | 타티야나 쿠젠코바 러시아       | 63.28    | 슈테피 네리우스 독일               | 62.70    |
| 해머던지기 자세히   | 이프시 모레노 쿠바                | 73.33      | 올가 쿠젠코바 러시아           | 71.71    | 마뉘엘라 몽트브륑 프랑스           | 70.92    |
| 7종경기 자세히      | 카롤리나 클뤼프트 스웨덴          | 7001 WL    | 유니스 바버 프랑스             | 6755 SB  | 나탈리야 사자노비치 벨라루스       | 6524 SB  |

## 메달 집계
| 순위 | 나라              | 금 | 은 | 동 | 합계 |
| 1    | 미국              | 8  | 7  | 1  | 16   |
| 2    | 러시아            | 7  | 7  | 5  | 19   |
| 3    | 프랑스            | 3  | 3  | 2  | 8    |
| 4    | 에티오피아        | 3  | 2  | 2  | 7    |
| 5    | 벨라루스          | 3  | 1  | 3  | 7    |
| 6    | 스웨덴            | 2  | 1  | 2  | 5    |
| 7    | 케냐              | 2  | 1  | 1  | 4    |
| 7=   | 남아프리카 공화국 | 2  | 1  | 1  | 4    |
| 9    | 모로코            | 2  | 1  | 0  | 3    |
| 10   | 그리스            | 1  | 1  | 2  | 4    |
| 11   | 쿠바              | 1  | 1  | 0  | 2    |
| 12   | 이탈리아          | 1  | 0  | 2  | 3    |
| 13   | 캐나다            | 1  | 0  | 1  | 2    |
| 14   | 알제리            | 1  | 0  | 0  | 1    |
| 14=  | 오스트레일리아    | 1  | 0  | 0  | 1    |
| 14=  | 도미니카 공화국   | 1  | 0  | 0  | 1    |
| 14=  | 에콰도르          | 1  | 0  | 0  | 1    |
| 14=  | 리투아니아        | 1  | 0  | 0  | 1    |
| 14=  | 멕시코            | 1  | 0  | 0  | 1    |
| 14=  | 모잠비크          | 1  | 0  | 0  | 1    |
| 14=  | 폴란드            | 1  | 0  | 0  | 1    |
| 14=  | 카타르            | 1  | 0  | 0  | 1    |
| 14=  | 세인트키츠 네비스 | 1  | 0  | 0  | 1    |
| 24   | 자메이카          | 0  | 4  | 2  | 6    |
| 25   | 스페인            | 0  | 3  | 2  | 5    |
| 26   | 헝가리            | 0  | 2  | 0  | 5    |
| 27   | 독일              | 0  | 1  | 3  | 4    |
| 27=  | 일본              | 0  | 1  | 3  | 4    |
| 27=  | 우크라이나        | 0  | 1  | 3  | 4    |
| 30   | 영국              | 0  | 1  | 2  | 3    |
| 31   | 브라질            | 0  | 1  | 0  | 1    |
| 31=  | 카메룬            | 0  | 1  | 0  | 1    |
| 31=  | 체코              | 0  | 1  | 0  | 1    |
| 31=  | 에스토니아        | 0  | 1  | 0  | 1    |
| 31=  | 아일랜드          | 0  | 1  | 0  | 1    |
| 31=  | 트리니다드 토바고 | 0  | 1  | 0  | 1    |
| 31=  | 튀르키예          | 0  | 1  | 0  | 1    |
| 38=  | 바하마            | 0  | 0  | 3  | 3    |
| 39   | 중화인민공화국    | 0  | 0  | 2  | 2    |
| 40=  | 인도              | 0  | 0  | 1  | 1    |
| 40=  | 카자흐스탄        | 0  | 0  | 1  | 1    |
| 40=  | 네덜란드          | 0  | 0  | 1  | 1    |
| 40=  | 세네갈            | 0  | 0  | 1  | 1    |